# Ilir Azemi
Ilir Azemi (Pristina, 21 februari 1992) is een Kosovaars voetballer die bij voorkeur als aanvaller speelt. Hij stroomde in 2010 door vanuit de jeugd van Greuther Fürth. In 2014 debuteerde hij in het Kosovaars voetbalelftal.

## Clubcarrière
Azemi begon met voetballen bij Motor Gispersleben. In 2007 werd hij aangetrokken door Greuther Fürth. In 2010 debuteerde hij er in het tweede elftal. Op 25 augustus 2012 vierde hij zijn debuut in de Bundesliga tegen Bayern München. Op 4 mei 2013 scoorde hij zijn eerste Bundesligatreffer tegen VfB Stuttgart. In 2013 degradeerde de club naar de 2. Bundesliga. Op 25 maart 2014 scoorde hij zijn eerste dubbelslag tegen Fortuna Düsseldorf.

## Interlandcarrière
Azemi werd geboren in Pristina (toen nog Joegoslavië, het latere Kosovo). Drie maanden na zijn geboorte vluchtte zijn familie naar Duitsland vanwege de burgeroorlog.
In januari 2014 besloot de FIFA dat de Kosovaarse nationale elftallen en clubs internationale oefenwedstrijden mogen spelen tegen alle landen die zijn aangesloten bij de FIFA. De eerste officiële voetbalinterland van Kosovo vond op 5 maart 2014 plaats. Tegenstander van dienst was Haïti, de wedstrijd eindigde op een scoreloos gelijkspel. Azemi debuteerde voor Kosovo in de wedstrijd tegen Haïti.

## Internationale wedstrijden
| №                                     | Datum                               | Wedstrijd                           | Uitslag                             | Competitie                          | Goals                               |
| Als speler van SpVgg Greuther Fürth   | Als speler van SpVgg Greuther Fürth | Als speler van SpVgg Greuther Fürth | Als speler van SpVgg Greuther Fürth | Als speler van SpVgg Greuther Fürth | Als speler van SpVgg Greuther Fürth |
| ------------------------------------- | ----------------------------------- | ----------------------------------- | ----------------------------------- | ----------------------------------- | ----------------------------------- |
| 1.                                    | 5 maart 2014                        | Kosovo – Haïti                      | 0 – 0                               | Vriendschappelijk                   | 0                                   |
| Totaal                                | Totaal                              | Totaal                              | Totaal                              | Totaal                              | 0                                   |
| Laatst bijgewerkt op 1 november 2014. |                                     |                                     |                                     |                                     |                                     |